# 歌うたいのバラッド
「歌うたいのバラッド」（うたうたいのバラッド）は1997年11月21日に発売された斉藤和義15作目のシングル。

## 解説
「歌うたいのバラッド」は、斉藤の代表曲であり多くの歌手にカバーされている楽曲。発売11年後の2008年にミュージック・ビデオが新たに制作された。2009年9月25日テレビ朝日系で放送された『ミュージックステーション3時間スペシャルあなたとアーティストが選んだ新国民的名曲BEST100』で第77位にランクイン。またミュージシャンのゆずが同調査で本楽曲を挙げ「歌手として言いたいことをズバリ言われちゃっている曲」という旨のコメントをしたVTRが番組で紹介された。
Bank Bandが同曲を『ミュージックステーション』出演時にカバーした際（2008年1月18日放送）普段は殆ど楽曲にコメントをしない司会のタモリが自ら「歌詞…いい歌ですよね」「最後のほうの歌詞なんか、うん、と思わせるような…」「あの言葉はよく出てくるんだけれど最後に出てくると全く違うような意味になる」と続けてコメントしている。
2017年には映画『夜明け告げるルーのうた』（監督：湯浅政明）の主題歌として本作が起用された。

## 収録曲
全作詞・作曲・編曲：斉藤和義
1. 歌うたいのバラッド（6：38）
  - ストリングス・アレンジ：片山敦夫・溝口肇

TBS系『COUNT DOWN TV』エンディングテーマ
2. おやすみ（4：14）

## 収録アルバム
歌うたいのバラッド
- Because
- Golden Delicious
- 白盤
- 歌うたい15 SINGLES BEST 1993〜2007
- 斉藤“弾き語り”和義 ライブツアー2009≫2010 十二月 in 大阪城ホール 〜月が昇れば 弾き語る〜

おやすみ
- Collection "B"
- Collection "B" 1993〜2007

## カバー
歌うたいのバラッド
- Bank Band - アルバム『沿志奏逢2』（2008年1月16日発売）に収録。
- 奥田民生
- 河口恭吾
- 鈴木雅之
- D-LITE （from BIGBANG）
- 森恵 - アルバム『COVERS Grace of the Guitar+』（2016年3月16日発売）に収録。
- BENI
- 由紀さおり
- Tiara
- 青木隆治
- 大山百合香
- alüto
- UNCHAIN
- わたなべゆう
- 中村智由 feat, 日野良一
- TRACKBEANZ feat, Mayu Bingo
- 古谷智志
- 千葉県立幕張総合高等学校合唱団
- 金月真美
- 剣幸 - 『麗人REIJIN -Season 2』（2016年1月6日発売）に収録[3]。
- 豊永利行
- kobasolo feat. 若菜
- 井上芳雄
- CYANOTYPE
- 朝倉未来
- 優里 - 路上ライブで披露、未音源化。
- 大野雄大 (from Da-iCE) - 配信限定EP『UNPLUGGED EP』（2020年11月1日配信リリース）に収録[4]。
- 鬼龍院翔 - 通販限定アルバム『うたってきりりんぱ 2nd Season』（2020年11月28日発売）に収録。
- 島津亜矢 - アルバム『SINGER 7』（2021年3月28日発売）に収録。
- Crystal Kay - カバーアルバム『I SING』（2021年4月21日発売）に収録 [5]。
- 小片リサ - アルバム『bon voyage!〜 risa covers 〜』（2021年12月15日発売）に収録。